# Dragan Holcer
Dragan Holcer (* 19. Januar 1945 in Zwiesel bei Berggießhübel, Deutsches Reich; † 23. September 2015 in Split, Kroatien) war ein jugoslawischer Fußballspieler.

## Herkunft
Holcers Vater war der Slowene Franc Holcer, seine Mutter die in Niš geborene Ida Orelli, Tochter einer Österreicherin und eines italienischen Eisenbahningenieurs, der zur Zeit der Geburt seiner Tochter beim Bau der Eisenbahnstrecke Niš–Skopje beschäftigt war. Holcers Vater kämpfte während des Zweiten Weltkriegs in der Volksbefreiungsarmee Jugoslawiens und fiel noch vor Dragans Geburt. Seine Mutter wurde in Slowenien gefangen genommen und wurde mit ihren drei Töchtern in Zwiesel inhaftiert. So kam Dragan Holcer in Sachsen zur Welt. Nachdem der Krieg bald darauf geendet hatte, zog die Mutter mit ihren Kindern in ihre Heimat nach Niš.

## Sportlicher Werdegang
Holcer kam als leidenschaftlicher Handballspieler eher zufällig zum Fußball: In Niš wurden Jugendspieler für den ortsansässigen Fußballverein Radnički gesucht, und obwohl er nur zusehen wollte, wurde er nach einem Probespiel, zusammen mit nur einem anderen Jugendlichen, aufgenommen.
Seine Profikarriere startete 1963/64, als er für Radnički Niš zum ersten Mal in der ersten jugoslawischen Liga spielte, damals noch als Flügelstürmer, während er während des überwiegenden Teils seiner Laufbahn als Abwehrspieler eingesetzt wurde. Nach seinem Wechsel zu Hajduk Split im Jahre 1967 wurde er drei Mal jugoslawischer Meister und drei Mal Pokalsieger. Nachdem er in der Saison 1974/75 eine langwierige Verletzung erfolgreich überstanden hatte, wechselte er zum VfB Stuttgart in die 2. Bundesliga, mit dem 1977 der Aufstieg in die Bundesliga gelang. Nach 106 Bundesligaspielen und einem Torerfolg spielte er 1981/82 für Schalke 04 noch eine Saison in der 2. Bundesliga.
Zwischen 1965 und 1974 wurde Holcer 52 Mal in der jugoslawischen Nationalmannschaft eingesetzt, u. a. in den Endspielen der Europameisterschaft 1968.

## Erfolge
- Jugoslawischer Meister 1971, 1974 und 1975
- Jugoslawischer Pokalsieger 1972, 1973 und 1974